# BeppoSAX
A BeppoSAX egy olasz-holland építésű műhold, mely röntgencsillagászat és gamma-csillagászat céljából épült. A műhold tervezésében és megépítésében olasz és holland cégek játszották a főszerepet, míg a tudományos fejlesztés az olasz CNR kutatóintézet dolga volt. A széles látószögű kamerát a holland SRON űrkutató intézetben készítették. A műholdat 1996. április 29-én lőtték fel.

## Elnevezés
A BeppoSAX-ot az olasz Giuseppe "Beppo" Occhialiniről nevezték el. A szó végén a SAX a következőt jelenti: "Satellite per Astronomia a raggi X", ami magyarul annyit tesz, hogy Röntgen csillagászat céljára készült műhold.

## Előnye
Röntgen és gamma tartományú megfigyelések nem lehetségesek földi távcsövekkel, mivel a Föld légköre elnyeli az érkező sugárzást.

## Felfedezései
1997-ben, a BeppoSAX először megfigyelte egy gamma-kitörés halványuló röntgensugárzását. Ezt követően földi teleszkópok megtalálták a forrás optikai párját. A pontos helyzet ismeretében most már a kitörés elhalványulása után azonosítani lehetett egy halvány, nagyon távoli galaxist a kitörés helyén. Néhány héten belül a távolságról szóló hosszú vita véget ért: a gamma-kitörések galaxisunkon kívüli, nagyon távoli jelenségek. Ez a felfedezés forradalmasította a kitörések vizsgálatát.